# Takaki Promontory
Die Takaki Promontory ist eine Halbinsel an der Graham-Küste des Grahamlands auf der Antarktischen Halbinsel. Sie liegt am nordwestlichen Ende der Barison-Halbinsel. Der Nuñez Point an ihrem seewärtigen Ende markiert die nordöstliche Begrenzung der Einfahrt vom Grandidier-Kanal zur Leroux-Bucht.
Entdeckt und grob kartiert wurde sie bei der Vierten Französischen Antarktisexpedition (1903–1905) unter der Leitung des Polarforschers Jean-Baptiste Charcot. Das UK Antarctic Place-Names Committee benannte sie 1959 nach dem japanischen Marinearzt Takaki Kanehiro (1849–1920), der 1882 als Erster unter empirischen Versuchsbedingungen durch Anpassung der Ernährung das Entstehen der Mangelerkrankung Beriberi verhinderte.